# Daboia siamensis
Daboia siamensis — вид ядовитых змей из семейства гадюковых, который является эндемичным для некоторых частей Юго-Восточной Азии, южного Китая и Тайваня. Ранее он считался подвидом Daboia russelii (как Daboia russelli siamensis), но в 2007 году таксономический статус был повышен до вида.

## Описание
Верхняя окраска такая же, как у D. russelii, за исключением того, что окраска более сероватая или оливковая, с небольшими пятнами между крупными рядами пятен. Сзади вентральная часть залита серым.

## Ареал
Daboia siamensis встречается в Мьянме, Таиланде, Камбодже, Китае (в провинциях Гуанси и Гуандун), некоторых частях Индии, на Тайване и в Индонезии (Энде, Флорес, восточная Ява, Комодо, острова Ломблен).
Браун (1973) упоминает, что D. siamensis встречается  во Вьетнаме, Лаосе и на индонезийском острове Суматра. Были сведения, что Дитмарс (1937) также получил один экземпляр с Суматры. Однако распространение этого вида в Индонезии нуждается в дальнейшем изучении.

## Яд
Моновалентное противоядие, называемое «Противоядие гадюки Рассела», производится в Таиланде Красным Крестом Таиланда для противодействия яду этого вида, а также на фармацевтической фабрике в Мьянме (Бирма).